# Abacua
Abacua ou Abacuá (Abakuá) é uma sociedade secreta de Cuba originária dos escravos levados para lá. Se conhece popularmente em Cuba o membro da sociedade secreta masculina Abacua, a única do seu tipo existente no continente americano. É a fraternidade de iniciação dos homens afro-cubanos, ou sociedade secreta que originou de associações fraternais no Rio Cross região de do sudeste da Nigéria e do sudoeste dos Camarões. Geralmente conhecido como Epê entre os grupos multilíngues na região, esse grupo adotou o leopardo como um símbolo de coragem masculina em guerra e autoridade política nas várias comunidades deles. Foram levadas Epê e organizações relacionadas na região de Calabar pesadamente durante tráfico de escravos que saia da Angra de Biafra, entretanto os funcionários do local no final eram capturados e vendidos como escravos dentro de Cuba, onde a sociedade reemergiu. O termo nhanhigo também foi usado para os sócios da organização.
O termo Abacua cubano crioulizado, é pensado referir-se à área Abapá no sudeste da Nigéria, em que a sociedade estava ativa. As primeiras sociedades como se pensa ter surgido em torno do porto de Havana no início do século XIX, e este continua a ser a área principal de implantação Abacua, especialmente o distrito de Guanabacoa no leste de Havana, e em Matanzas onde a cultura afro-cubana é vibrante. Enquanto Abacua finalmente chegou a incluir membros de ascendência europeia, não foi cumprida sem conflito. Abacua é amplamente considerada como enfatizando feitiçaria malévola.